# 丙二酸二异丙酯
丙二酸二异丙酯是一种有机化合物，化学式为C9H16O4。它可由丙二酸和异丙醇的酯化反应或丙二酸二甲酯和异丙醇的酯交换反应制得。它可以发生Knoevenagel缩合反应。